# Margit Karolina szász királyi hercegnő
Szászországi Margit Karolina (teljes nevén Margit Karolina Friderika Cecília Aguszta Amália Jozefa Erzsébet Mária Johanna, németül: Prinzessin Margarete Karoline von Sachsen; Drezda, Szász Királyság, 1840. május 24. – Monza, Lombard–Velencei Királyság, 1858. szeptember 15.), a Wettin-ház alberti ágából származó szász királyi hercegnő, I. János szász király és Bajorországi Amália Auguszta hercegnő ötödik leánya, aki Habsburg–Lotaringiai Károly Lajos főherceg első hitveseként osztrák főhercegné. Korai, tífusz okozta halála miatt nem születtek gyermekei.

## Élete

### Származása, testvérei
Margit királyi hercegnő 1840-ben született Drezdában, a Szász Királyság fővárosában. Édesapja a Wettin-ház Albert-ágából származó János Nepomuk szász koronaherceg (1801–1873) volt, 1854-től I. János néven Szászország királya, Miksa szász királyi herceg (1759–1838) és Karolina Mária Bourbon–parmai hercegnő (1770–1804) harmadik, legifjabb fia. Apja a legősibb német uralkodó család, a szász Wettin dinasztiából származott, amely a mai Szászország, Szász-Anhalt és Türingia területét uralta.
Édesanyja Amália Auguszta bajor királyi hercegnő (1801–1877) volt, I. Miksa bajor királynak és második feleségének, az evangélikus vallású Karolina Friderika Vilma badeni hercegnőnek (1776–1841) leánya, I. Lajos bajor király féltestvére, I. Ferenc József császár és Erzsébet királyné nagynénje. 
A házaspár kilenc gyermeke közül Margit hercegnő volt a nyolcadik. A testvérek (rangjuk szerint szász királyi hercegek és hercegnők): 
- Mária (Marie) Auguszta Friderika (1827–1857).
- Albert (1828–1902), 1873-tól I. Albert néven Szászország királya.
- Mária Erzsébet (Elisabeth) (1830–1912), aki először Savoya–Carignani Ferdinánd szárd–piemonti herceghez, Genova hercegéhez, majd Niccolo Rapalló márkihoz ment feleségül.
- Ernő (Ernst) (1831–1847).
- György (Georg) (1832–1904), 1902-től I. György néven Szászország királya. 1859-ben feleségül vette Mária Anna portugál infánsnőt (1843–1884).
- Mária Szidónia (Sidonie) (1834–1862).
- Anna Mária (1836–1859), aki IV. Ferdinándhoz (1835–1908), a Toszkánai Nagyhercegség utolsó uralkodójához ment feleségül.
- Margit Karolina (1840–1858), Károly Lajos főherceg (1833–1896) első felesége.
- Zsófia (Sophie) Mária (1845–1867), aki a Wittelsbach-házból származó Károly Tivadar bajor herceghez (1839–1909), Erzsébet királyné öccséhez ment feleségül.

### Házassága
Még 16 éves sem volt, amikor 1856. április 11-én Drezdában feleségül ment unokafivéréhez, Károly Lajos osztrák főherceghez (1833–1896), Ferenc Károly főherceg (1802–1878) és Zsófia Friderika bajor királyi hercegnő (1805–1872) harmadik fiához, I. Ferenc József császár testvéröccséhez. 
A boldog házasság azonban gyermektelen maradt, és csak két évig tartott. Egy Lombardiában tett utazás során Margit főhercegné tífuszban megbetegedett, és 1858. szeptember 15-én Monzában meghalt. Csak 18 éves volt. Szívét Innsbruckban, az udvari kápolnában (Hofkapelle) helyezték el. 
Károly Lajos főherceg 1862-ben ismét megnősült. Mária Annunciáta nápoly–szicíliai királyi hercegnőt (1842–1871) vette feleségül, aktől négy gyermeke született.